# Щербан Тетяна Дмитрівна
Тетяна Дмитрівна Щербан (нар. 1967, Україна) — українська науковиця у галузі психології та педагогіки, доктор психологічних наук, професорка, з 7 травня 2014 р. по січень 2025 р. — ректорка Мукачівського державного університету. Авторка наукових праць, присвячених проблемам професійного становлення особистості та психологічної адаптації в освітньому середовищі.

## Біографія
Народилася у 1967 році. Має вищу освіту, науковий ступінь доктора психологічних наук, вчене звання професора.
У 1984 році закінчила загальноосвітню школу № 5 міста Мукачева. Освіта вища. У 1989 році закінчила Ужгородський державний університет
Трудову діяльність розпочала у 1989 році на посаді вчителя математики у загальноосвітній школі № 11 міста Мукачева. У 1990 році закінчила Харківський університет їм. Л.М, Горького (перепідготовка) за спеціальністю психологія. З 1990 по 1992 роки працювала на посаді практичного психолога у загальноосвітній школі № 11 міста Мукачева. З 1992 по 1994 роки працювала па посаді практичного психолога у Мукачівському педагогічному училищі. З 1994 по 1996 роки працювала на посаді викладача математичних дисциплін у Мукачівському педагогічному училищі. У 1995 році присуджено науковий ступінь кандидата психологічних наук. З 1996 по 1997 роки працювала па посаді викладача математичних дисциплін та психології у Мукачівському педагогічному училищі. З 1996 р. працювала на посаді доцента кафедри природничих дисциплін МФТУ «Поділля»,З 1997 по 2004 роки працювала на посаді доцента, завідувача кафедри гуманітарних дисциплін Мукачівського технологічного інституту. У 1999 році присвоєно вчене звання доцента кафедри гуманітарних дисциплін. З 2004 по 2008 роки працювала на посаді професора, завідувача кафедри і гуманітарних дисциплін Мукачівського технологічного інституту. У 2005 році присуджено науковий ступінь доктора психологічних наук зі спеціальності педагогічна та вікова психологія. У 2008 році присвоєно почесне звання «Заслужений працівник освіти України». З 2008 по 2014 роки працювала па посаді проректора з наукової роботи Мукачівського державного університету.

## Наукова діяльність
Основна сфера наукових інтересів — професійна психологія, психологія освіти, педагогіка. Є головною редакторкою фахового видання Науковий вісник Мукачівського державного університету. Серія: Педагогіка та психологія, в якому публікуються результати сучасних досліджень у сфері гуманітарних наук.
Серед наукових праць:
- Щербан Т. Д. Професійне становлення особистості: психологічні детермінанти : монографія. — Мукачево, 2020.
- Редакторка збірника наукових праць: Науковий вісник Мукачівського державного університету. Серія: Педагогіка та психологія.

## Громадська діяльність
Активно бере участь у розвитку освітнього середовища Закарпаття.